# Niggliïta
La niggliïta és un mineral de la classe dels elements natius. Rep el seu nom en honor del professor Paul Niggli (1888-1953), cristal·lògraf suís de la ETH Zürich i de la Universitat de Zúric.

## Característiques
La niggliïta és un aliatge de platí i estany, de fórmula química PtSn. Cristal·litza en el sistema hexagonal. Es troba en forma d'inclusions anèdrics o redondejades, de fins a 75 micres. La seva duresa a l'escala de Mohs és 3.
Segons la classificació de Nickel-Strunz, la niggliïta pertany a «01.AF: Aliatges de PGE-metall» juntament amb els següents minerals: hexaferro, garutiïta, atokita, rustenburgita, zviaguintsevita, taimirita-I, tatianaïta, paolovita, plumbopal·ladinita, estanopal·ladinita, cabriïta, chengdeïta, isoferroplatí, ferroniquelplatí, tetraferroplatí, tulameenita, hongshiïta, skaergaardita, yixunita, damiaoïta, bortnikovita i nielsenita.

## Formació i jaciments
Es troba en filons hidrotermals de formació tardana. Sol trobar-se associada a molts altres minerals com: pentlandita, calcopirita, bornita, parkerita, insizwaïta, cubanita, pirrotina, estanopal·ladinita, hessita, platí, froodita, cromita, ilmenita, magnetita, merenskyita, kotulskita o gersdorffita, entre d'altres. Va ser descoberta l'any 1936 a la cascada Gorge, a Insizwa (Cap Oriental, Sud-àfrica).